# Škoda Yeti
Le Škoda Yeti est un crossover compact urbain du constructeur automobile tchèque Škoda Auto, présenté en mars 2009 au salon international de l'automobile de Genève, puis commercialisé sur le marché en septembre de la même année. 

## Présentation

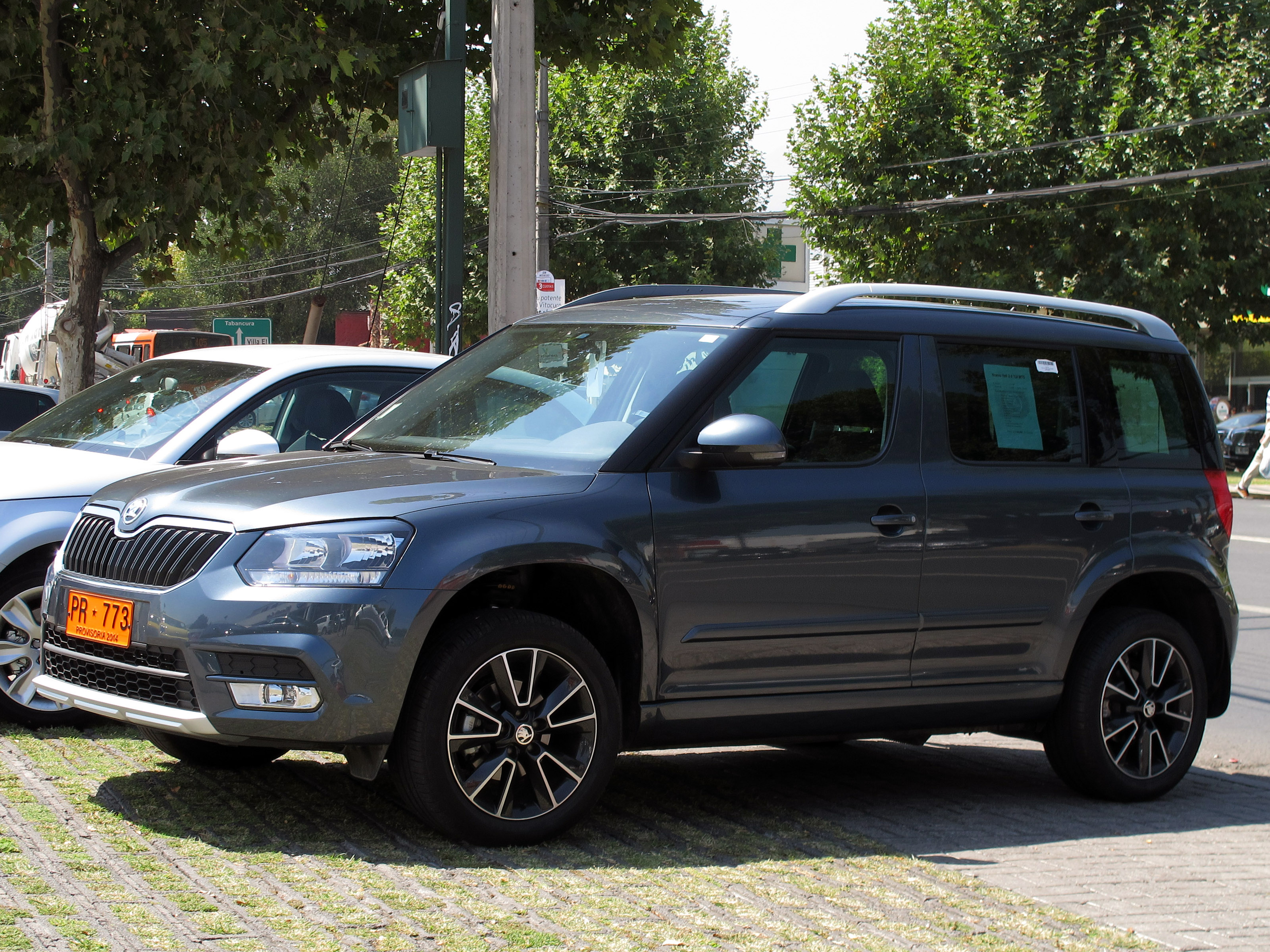
Skoda Yeti Phase II

Le Yéti est le premier crossover de la marque sur ce marché populaire. La marque a annoncé en 2010 que le véhicule sera dorénavant fabriqué dans l'usine Volkswagen de Shanghai. Son châssis est basé sur celui de l'Octavia II, lui-même basé sur celui de la Golf "PQ35".
La production du Yeti est arrêtée fin 2017, et Škoda présente, au Salon international de l'automobile de Genève 2018, un concept-car Škoda Vision X préfigurant le remplaçant du Yéti par un SUV urbain.

## Finition

### Séries spéciales
- "Tour de France" : sellerie spécifique, jantes de 17 pouces, coques et rétroviseurs de couleurs carrosserie, tapis de sol. Disponible sur les phases I.

- "Ice Edition" : teintes spécifiques, volant de surpiqûres rouges, jantes de 17 pouces. Disponible sur les phases II.

- "Monte Carlo" : teintes spécifiques bicolores (toit noir), jantes noires de 17 pouces, vitres arrière surteintées. Disponible sur les phases II.

- "Adventure" : sellerie spécifique, marquage extérieur Adventure, jantes noires de 17 pouces, barres de toit alu, vitres arrière surteintées. Disponible sur les phases I.

- Drive.

## Succession
En 2017, le Yeti est remplacé par le crossover Škoda Karoq basé sur la plateforme MQB.